# Klaus Hart
Klaus Hart (* 1949 in Oldisleben in Thüringen) ist ein deutscher Journalist, Rundfunk-Journalist, Auslandskorrespondent, Musikproduzent und Buchautor.

## Leben
Hart studierte Journalistik und ist seit 1986 als freier Auslandskorrespondent in Brasilien tätig. Zwölf Jahre lang lebte er in Rio de Janeiro; sein derzeitiger Wohnsitz befindet sich in São Paulo. Von Brasilien aus arbeitete er für zahlreiche Rundfunk- und Printmedien in Deutschland, Österreich und in der Schweiz. Klaus Hart ist darüber hinaus Autor oder Co-Autor von mehr als 30 Reportagebänden über Brasilien und hat ferner zahlreiche Reisebücher, Reiseführer und Bildbände publiziert.
Bis in die 2010er Jahre veröffentlichte Klaus Hart als kritischer und investigativer Journalist in einem breiten Spektrum von Zeitungen – wie zum Beispiel Jungle World und telegraph – gesellschaftspolitische Reportagen und Berichte mit Schwerpunkt auf Brasilien. Aber auch dubiose Machenschaften im Zuge der Wiedervereinigung Deutschlands waren Gegenstand seiner untersuchenden Berichterstattung (z. B. in Die Zeit). Hart hat auch für die BBC und die Neue Zürcher Zeitung gearbeitet; er berichtete für die Deutsche Welle und die welt-sichten aus Brasilien. Zuletzt (bis 2017) publizierte er vor allem in der Jüdischen Allgemeinen.
Über die Música Popular Brasileira produzierte er Musiksendungen.
In seinen Blogs „Brasilientexte“ und „Zeitzeugen Oldisleben“ veröffentlicht Hart neben Berichten aus Brasilien und Ostdeutschland auch politische Meinungsbeiträge.

## Werke
- Traumstrassen. Die schönsten Reise-Routen in Südamerika, mit Olaf Meinhardt (Fotograf), Hubert Stadler (Fotograf), Rainer Waterkamp (Fotograf), Michael Allhoff (Co-Autor), Gerald Penzl (Co-Autor), Bruckmann, 2004, ISBN 978-3765442100
- Traumstrassen Südamerika, mit Michael Allhoff (Co-Autor), Olaf Meinhardt (Co-Autor), Hubert Stadler (Co-Autor), Südwest-Verlag; 2001
- Unter dem Zuckerhut. Brasilianische Abgründe, Picus Verlag, 2001, ISBN 978-3854527381* Brasilien, mit Martin Wendler (Illustrator), Wolf Gauer (Co-Autor), Klaus Mehring (Co-Autor), C. J. Bucher, 2000
- Rio de Janeiro mit Martin Wendler (Illustrator), Cormoran, München, 2000, ISBN 978-3517079837
- Brasilien, mit Wolf Gauer (Co-Autor), Martin Wendler (Co-Autor), Bucher, München, 1998, ISBN 978-3765811982
- Fernstenliebe. Ehen zwischen den Kontinenten. Die Andere Bibliothek, Georg Brunold (Co-Autor), R. Kyle Hörst (Co-Autor), Eichborn, 1999, ISBN 978-3821841724
- Brasilien, mit Carl D. Goerdeler (Autor), Dtv, 1998
- Buchers Städtereisen Rio de Janeiro, C. J. Bucher, 1996
- Rio de Janeiro. Metropolen der Welt, mit Martin Wendler (Co-Autor), Bucher, München, 1996
- Brasilien. Merian Super Reisen, Gräfe & Unzer, 1994
- Rio. Merian Super Reisen, Gräfe & Unzer, 1994
- Brasilien. Ein politisches Reisebuch mit Luiz Ramalho (Co-Autor), Vsa Verlag, 1993
- Rio. Merian Besser Reisen, Hoffmann und Campe Verlag, Hamburg, 1991